# Xã Garrison, Quận Crow Wing, Minnesota
Xã Garrison (tiếng Anh: Garrison Township) là một xã thuộc quận Crow Wing, tiểu bang Minnesota, Hoa Kỳ. Năm 2010, dân số của xã này là 754 người.